# Das Licht
Das Licht (Engels: The Light) is een Duits-Franse dramafilm uit 2025, geschreven en geregisseerd door Tom Tykwer. De hoofdrollen worden vertolkt door Lars Eidinger en Nicolette Krebitz

## Verhaal
Tim en Milena Engels wonen samen met hun tweeling, Frieda en Jon, en Milena's zoon, Dio. Het gezin leeft meer als individuen dan als familie, verbonden door weinig meer dan omstandigheden. Hun kwetsbare leven wordt verstoord wanneer Farrah, een mysterieuze huishoudster uit Syrië, hun leven binnenkomt. Haar aanwezigheid daagt het gezin op onverwachte manieren uit waardoor lang begraven emoties en verborgen waarheden naar boven komen. Farrah heeft echter haar eigen geheime agenda, een die zal het bestaan van het gezin voor altijd veranderen.

## Rolverdeling
| Acteur            | Personage     |
| ----------------- | ------------- |
| Lars Eidinger     | Tim Engels    |
| Nicolette Krebitz | Milena Engels |
| Elke Biesendorfer | Frieda Engels |
| Julius Gause      | Jon Engels    |
| Elyas Eldridge    | Dio           |
| Tala Al Deen      | Farrah        |

## Productie
Das Licht is de eerste speelfilm van de Duitse regisseur en scenarioschrijver Tom Tykwer sinds de internationale coproductie A Hologram for the King (2016). Hij vertelde dat hij blij was dat hij zich na de televisieserie Babylon Berlin weer aan een hedendaags onderwerp kon wijden.

### Filmopnames
De filmopnames gingen van start op 25 september 2023 op locaties in Berlijn, Keulen en Nairobi. De opnames eindigden op 16 december 2023 met filmlocaties in onder andere in Noordrijn-Westfalen en Kenia.

## Release
Das Licht ging op 13 februari 2025 in première als openingsfilm van het Internationaal filmfestival van Berlijn. De film staat gepland om in de Duitse bioscopen te verschijnen op 20 maart 2025.